# 데라다 다케시
데라다 다케시(일본어: 寺田 武史, 1980년 3월 21일 ~ )는 일본의 전 축구 선수이다.

## 구단 경력
과거 더스파 구사쓰에서 활동하였다.